# Барсуки (Самуйловское сельское поселение)
Барсуки́ — деревня в Гагаринском районе Смоленской области России. Входит в состав Самуйловского сельского поселения. Население — 4 жителя (2007).
Расположена в северо-восточной части области в 35 км к северо-востоку от Гагарина, в 20 км западнее автодороги Р90 Тверь — Уваровка, на берегу реки Савинка. В 24 км севернее деревни расположена железнодорожная станция Княжьи Горы на линии Москва — Ржев.

## История
В годы Великой Отечественной войны деревня была оккупирована гитлеровскими войсками в октябре 1941 года, освобождена в марте 1943 года.